# Lijst van Nederlandse medaillewinnaars op het Europees kampioenschap badminton
Een overzicht van de Nederlandse medaillewinnaars bij de Europese kampioenschappen badminton.

## Medaillewinnaars
| Naam                 | Dubbel partner                             | Gemengd partner                        | Medailles                                     |
| -------------------- | ------------------------------------------ | -------------------------------------- | --------------------------------------------- |
| Agnes Geene          | Joke van Beusekom                          |                                        | VD - 1968                                     |
| Joke van Beusekom    | Agnes Geene, Marjan Luesken, Marjan Ridder |                                        | VE - 1972, 1974, 1978 · VD - 1968, 1974, 1978 |
| Marjan Luesken       | Joke van Beusekom                          | Rob Ridder                             | VD - 1974 · GD - 1976                         |
| Marjan Ridder        |                                            | Rob Ridder                             | GD - 1978                                     |
| Eline Coene          | Erica van Dijck                            |                                        | VE - 1988 · VD - 1990                         |
| Erica van Dijck      | Eline Coene                                | Alex Meijer                            | VD - 1990 · GD - 1988                         |
| Sonja Mellink        |                                            | Ron Michels                            | GD - 1992                                     |
| Erica van den Heuvel | Maria Bengtsson, Monique Hoogland          | Ron Michels, Michael Keck, Chris Bruil | VD - 1994, 1998 · GD - 1994, 1996, 1998, 2000 |
| Monique Hoogland     | Erica van den Heuvel                       |                                        | VD - 1998                                     |
| Nicole van Hooren    | Lotte Jonathans                            |                                        | VD - 2000                                     |
| Lotte Jonathans      | Nicole van Hooren                          | Chris Bruil                            | VD - 2000 · GD - 2002                         |
| Yao Jie              |                                            |                                        | VE - 2002 · VE - 2004, 2006                   |
| Mia Audina           | Lotte Bruil                                |                                        | VE - 2004 · VE - 2002, 2006 · VD - 2004       |
| Brenda Beenhakker    |                                            |                                        | VE - 2002                                     |

| Naam              | Dubbel partner    | Gemengd partner                       | Medailles             |
| ----------------- | ----------------- | ------------------------------------- | --------------------- |
| Rob Ridder        |                   | Marjan Luesken, Marjan Ridder         | GD - 1976, 1978       |
| Alex Meijer       | Pierre Pellupessy | Erica van Dijck                       | MD - 1990 · GD - 1988 |
| Pierre Pellupessy | Alex Meijer       |                                       | MD - 1990             |
| Ron Michels       |                   | Sonja Mellink, Erica van den Heuvel   | GD - 1992, 1994, 1996 |
| Jeroen van Dijk   |                   |                                       | ME - 1996             |
| Chris Bruil       |                   | Erica van den Heuvel, Lotte Jonathans | GD - 2000, 2002       |

## Beste spelers
|     | Naam                 | M/V | Goud | Zilver | Brons | Totaal |
| --- | -------------------- | --- | ---- | ------ | ----- | ------ |
| 1.  | Mia Audina           | V   | 2    | 2      | 0     | 4      |
| 2.  | Yao Jie              | V   | 1    | 0      | 2     | 3      |
| 3.  | Erica van Dijck      | V   | 0    | 2      | 0     | 2      |
| 4.  | Eline Coene          | V   | 0    | 1      | 1     | 2      |
| 4.  | Alex Meijer          | M   | 0    | 1      | 1     | 2      |
| 6.  | Joke van Beusekom    | V   | 0    | 0      | 6     | 6      |
| 6.  | Erica van den Heuvel | V   | 0    | 0      | 6     | 6      |
| 8.  | Ron Michels          | M   | 0    | 0      | 3     | 3      |
| 9.  | 4 mensen             | M/V | 0    | 0      | 2     | 2      |
| 13. | 7 mensen             | M/V | 0    | 0      | 1     | 1      |

Bochum 1968 ·
Port Talbot 1970 ·
Karlskrona 1972 ·
Wenen 1974 ·
Dublin 1976 ·
Preston 1978 ·
Groningen 1980 ·
Böblingen 1982 ·
Preston 1984 ·
Uppsala 1986 ·
Kristiansand 1988 ·
Moskou 1990 ·
Glasgow 1992 ·
Den Bosch 1994 ·
Herning 1996 ·
Sofia 1998 ·
Glasgow 2000 ·
Malmö 2002 ·
Genève 2004 ·
Den Bosch 2006 ·
Herning 2008 ·
Manchester 2010 ·
Karlskrona 2012 ·
Kazan 2014 ·
La Roche-sur-Yon 2016 ·
Kolding 2017 ·
Huelva 2018 ·
Kyiv 2021 ·
Madrid 2022 ·
Saarbrücken 2024